# Masta Killa

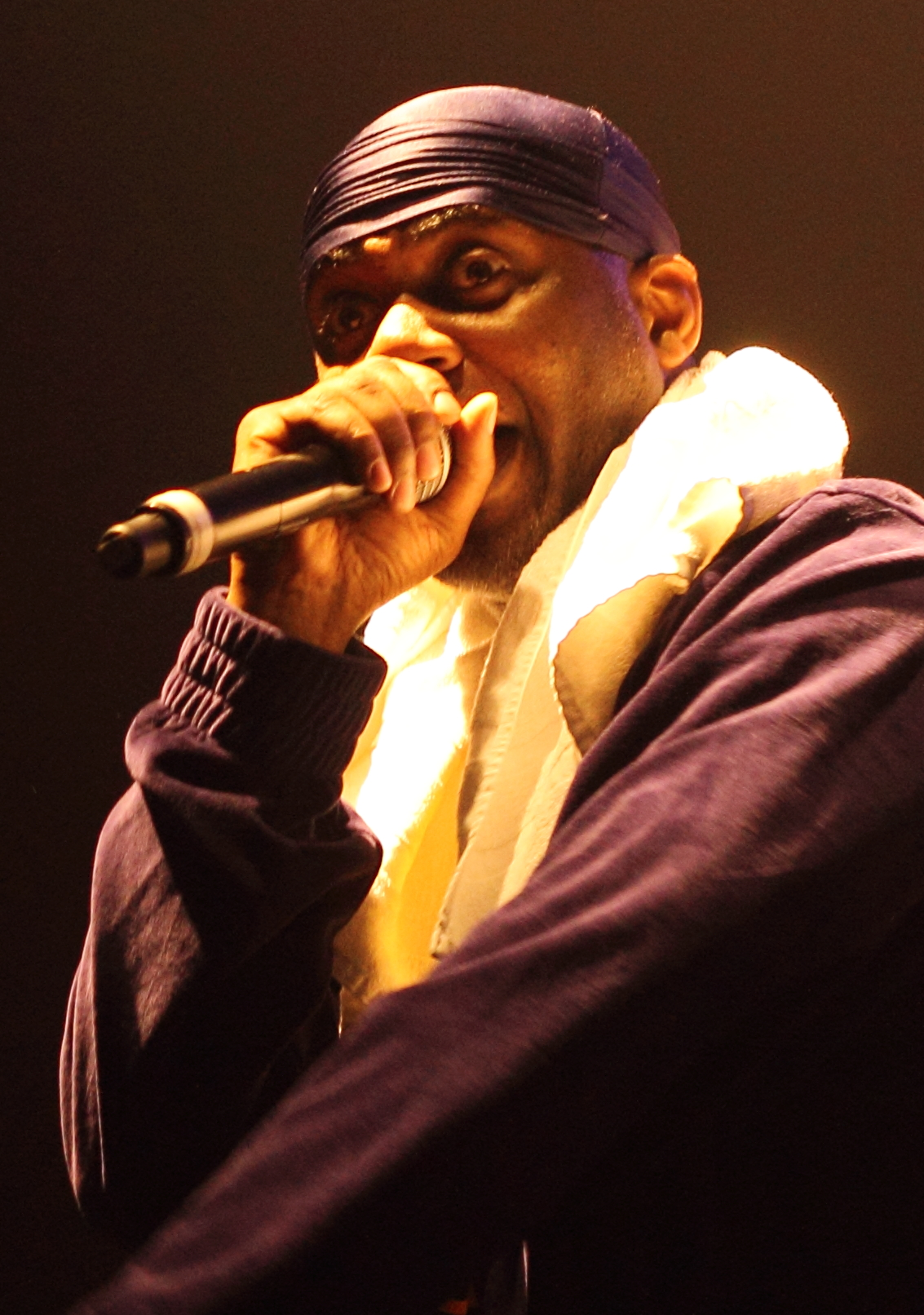
Masta Killa (2013)

Masta Killa (bürgerlich Elgin Turner; * 18. August 1969 in Brooklyn, New York City) ist ein US-amerikanischer Rapper und Mitglied der Hip-Hop-Gruppe Wu-Tang Clan. Andere Namen, unter denen er auftritt, sind High Chief, Jamal Irief oder Noodles. Seinen Künstlernamen hat er von dem Kung-Fu-Streifen The Master Killer Little.

## Leben
Auf dem ersten Album des Clans, Enter the Wu-Tang (36 Chambers) (1993) war er nur auf dem Hit Da Mystery Of Chessboxin’ vertreten, da er zu dieser Zeit im Gefängnis saß und somit keine Möglichkeit hatte auf weiteren Songs mitzuwirken. Nach seiner Freilassung hat Masta Killa auf jedem Wu-Tang Album und auf vielen Solo-Projekten des Clans mitgearbeitet. Außerhalb des Wu-Tang Umfeldes hatte er Features mit Afu-Ra, Bounty Killer und Public Enemy.
Das unauffälligste Wu-Tang Mitglied spricht nur sehr wenig in und mit der Öffentlichkeit, auch sonst ist nur wenig über ihn bekannt. Er hält sich gerne im Hintergrund und lässt die anderen ins Rampenlicht. Vor allem Masta Killa ist daran interessiert, den Wu-Tang Fans wieder den alten Style zurückzubringen: "I’m bringing back that original Wu-tang sound. I’m bringing the family and fans back together like how everyone remembers … the whole Wu-tang movement. I know what they've been waiting for all these years and they won’t be disappointed." Er will vor allem die Leute nicht enttäuschen, die ihn und den Clan einst berühmt gemacht haben.
Am 1. Juni 2004 veröffentlichte er sein erstes Debütalbum als Solokünstler. No Said Date erschien auf Nature Sound. Das komplette Album wurde ausschließlich vom Wu-Tang-Umfeld (RZA, Allah Mathematics und True Master) produziert. Zudem ist der ganze Wu-Tang Clan auf dem Album vertreten. Es finden sich Features von RZA, GZA, Method Man, Ghostface, Inspectah Deck, U-God, Ol’ Dirty Bastard und Raekwon.
2006 veröffentlichte er sein 2. Soloalbum namens Made in Brooklyn. Wie auch auf seinem ersten Album gibt es Features der Mitglieder des Clans, als Produzenten erscheinen unter anderem MF Doom, PF Cuttin, Bronze Nazareth und Pete Rock. Masta Killa meinte in einem Interview über das Album: Its basically the same formula as No Said Date, but with more of a Brooklyn swagger.

## Diskografie

### Alben

#### Solo
- 2004: No Said Date
- 2006: Made in Brooklyn
- 2010: Masta Killa "Live"
- 2012: Selling My Soul
- 2017: Loyalty Is Royalty

#### Live
- 2010: Masta Killa Live

#### Mit dem Wu-Tang Clan
- 1993: Enter the Wu-Tang (36 Chambers)
- 1997: Wu-Tang Forever
- 2000: The W
- 2001: Iron Flag
- 2007: 8 Diagrams
- 2014: A Better Tomorrow